# 片山達彦
片山 達彦（かたやま たつひこ）は、日本の漫画編集者。集英社少年ジャンプ編集者・編集主任。

## 経歴
東京都立富士高校を卒業後、法政大学経済学部へと進学。大学在学中は芥川賞作家の藤沢周教授のゼミで学ぶ。ゼミでは個々の学生が音楽や文学などジャンルに囚われず作品制作に励み、文学作品の読書を盛んに行った。もともと自主的に漫画を書くほど、漫画が好きだったこともあり出版社への就職を見据えて、3年次から法政大学内に設置されているマスコミ業界志望の学生のための「自主マスコミ講座」を受講。
2010年、集英社に入社。入社後は『週刊少年ジャンプ編集部』に配属。2011年に『最強ジャンプ編集部』へと異動した後、2014年に再び『週刊少年ジャンプ編集部』へ赴き編集主任となった。
立ち上げ担当作品として『鬼滅の刃』、『呪術廻戦』、『ブラッククローバー』、『サマータイムレンダ』、『あやかしトライアングル』などがある。
2023年に『少年ジャンプ＋編集部』へと異動した。現在、『マリッジトキシン』を担当中。

## 人物
初代編集を務め大ヒットを記録した『鬼滅の刃』の作者、吾峠呼世晴について、セリフの力が圧倒的であり使用している言語体系に才能を感じたと評している。またキャラクターの造形や表現についても同様に、他の新人作家とは一線を画した作家であるとも評価した。
漫画編集において新人作家から「ジャンプらしい要素が必要か？」と度々尋ねられるが、本人は「ジャンプらしいものを書いてくれ」と作家に要求したことはない。また、少年ジャンプ漫画のテーマたる「友情・努力・勝利」に拘泥せず作家の持ち味を活かし、いかにその作品が面白いかどうかに重点を充て活動をしている。

## 担当作品リスト
- 『鬼滅の刃』[5]
- 『呪術廻戦』[5]
- 『ブラッククローバー』[5]
- 『サマータイムレンダ』[5]
- 『あやかしトライアングル』[5]
- 『マリッジトキシン』[6]